# Classe Andrei Pervozvanny
A Classe Andrei Pervozvanny foi uma classe de couraçados pré-dreadnought operada pela Marinha Imperial Russa, composta pelo Andrei Pervozvanny e Imperator Pavel I. Suas construções começaram em 1904 no Novo Estaleiro do Almirantado e no Estaleiro do Báltico, sendo lançados ao mar em 1906 e 1907 e comissionados em 1911. Seu projeto foi baseado na Classe Borodino e sofreu várias alterações durante a construção para levarem em conta as lições aprendidas na derrota na Guerra Russo-Japonesa. Estas incluíram fortalecimento geral da blindagem a fim de impedir que estilhaços de impactos danificassem equipamentos e remoção completa dos depósitos de minas navais.
Os couraçados da Classe Andrei Pervozvanny eram armados com uma bateria principal composta por quatro canhões de 305 milímetros montados em duas torres de artilharia duplas. Tinham um comprimento de fora a fora de 140 metros, boca de 24 metros, calado de nove metros e um deslocamento de mais de dezoito mil toneladas. Seus sistemas de propulsão eram compostos por 25 caldeiras a carvão que alimentavam dois motores de tripla-expansão, que por sua vez giravam duas hélices até uma velocidade máxima de dezoito nós (33 quilômetros por hora). Os navios também tinham um cinturão de blindagem na linha de flutuação que tinha uma espessura que ficava entre 102 a 216 milímetros.
Os couraçados tiveram um serviço limitado em tempos de paz, com uma tentativa de motim tendo ocorrido a bordo do Imperator Pavel I em julho de 1912. Eles praticamente permaneceram no porto durante toda a Primeira Guerra Mundial devido à ameaça de submarinos alemães. As tripulações de ambos os navios se amotinaram após o início da Revolução Russa em março de 1917, com o Imperator Pavel I sendo renomeado para Respublika. Este foi tirado de serviço em setembro de 1918, enquanto o Andrei Pervozvanny foi usado pelos bolcheviques na Guerra Civil Russa até ser torpedeado por monitores britânicos em agosto de 1919. Os dois foram desmontados em 1923.

## Desenvolvimento
As construções dos couraçados da Classe Borodino estavam planejadas para terminar em 1904 e isto deixaria os estaleiros russos sem muito o que fazer, assim o Comitê Técnico Naval organizou uma conferência no final de 1902 para elaborar um novo programa de construção de vinte anos, que incluía dinheiro para mais quatro couraçados em 1903 e 1904, dois para a Frota do Mar Negro e dois para a Frota do Báltico. O comitê escolheu uma versão muito maior e mais bem protegida da Classe Borodino para os navios do Mar Báltico, com o armamento secundário sendo elevado para canhões de 191 ou 203 milímetros em vez das armas de 152 milímetros de embarcações anteriores. O deslocamento estimado de 16 765 toneladas acabou se tornando um limite informal que restringiu o projeto dos navios.
O Estado-Maior Geral Naval considerou no início de 1903 esboços do Comitê Técnico Naval e de Dmitri Skvortsov, o mesmo projetista da Classe Borodino, escolhendo a proposta deste último. Também foi emitido requerimentos mais detalhados. Os navios deveriam ter canhões de 305 e 203 milímetros em torres de artilharia duplas, mais vinte canhões de 75 milímetros para defesa contra barcos torpedeiros. Deveria haver um cinturão na linha de flutuação de 229 milímetros com uma camada superior de 180 milímetros ou um cinturão uniforme de 203 milímetros. A velocidade máxima não deveria ser inferior a dezoito nós (33 quilômetros por hora) e o calado máximo deveria ser de 7,9 metros para poderem atravessar o Canal de Suez. A superestrutura foi reduzida em um convés por preocupações com a estabilidade. Skvortsov apresentou seus desenhos em junho.
Skortsov avisou sobre o arrasto inaceitável da forma do casco que foi forçado a usar. O general Alexei Krylov, na época o chefe da doca de miniaturas, concordou, mas nada foi feito para melhorar a eficiência. Krylov estava com uma partida para o Extremo Oriente e isto forçou o Comitê Técnico Naval se apressar para conseguir aprovação oficial para um esboço de projeto. Sua apresentação em 4 de julho de 1903 terminou em constrangimento: o comitê tinha a intenção de que um dos contratos de construção ficasse com o Estaleiro do Báltico, mas não informou sobre a existência do projeto para Sergei Ratnik, seu mestre construtor. Este tinha construído dois couraçados da Classe Borodino e acreditava que o novo projeto era inferior. Não tinha reserva de deslocamento comparada às 246 toneladas da Classe Borodino ou ao padrão britânico de quatro por cento do deslocamento. O comitê anulou as objeções de Ratnik e aprovou o projeto para construção. Ele apelou ao comitê novamente no final do mês argumentando que os mecanismos e sistemas ignorados pelos projetistas iriam adicionar quinhentas a seiscentas toneladas ao peso. O comitê ignorou a reclamação e prosseguiu com o projeto. Seguindo a prática russa da época, foi um trabalho colaborativo assinado por vários projetistas e burocratas. Ninguém ousou assumir a liderança e responsabilidade total. O comitê finalizou o projeto em agosto com apenas pequenos melhoramentos. O Ministério da Marinha concedeu em 29 de agosto os contratos de construção para o Estaleiro do Almirantado e Estaleiro do Báltico.

## Projeto

### Características

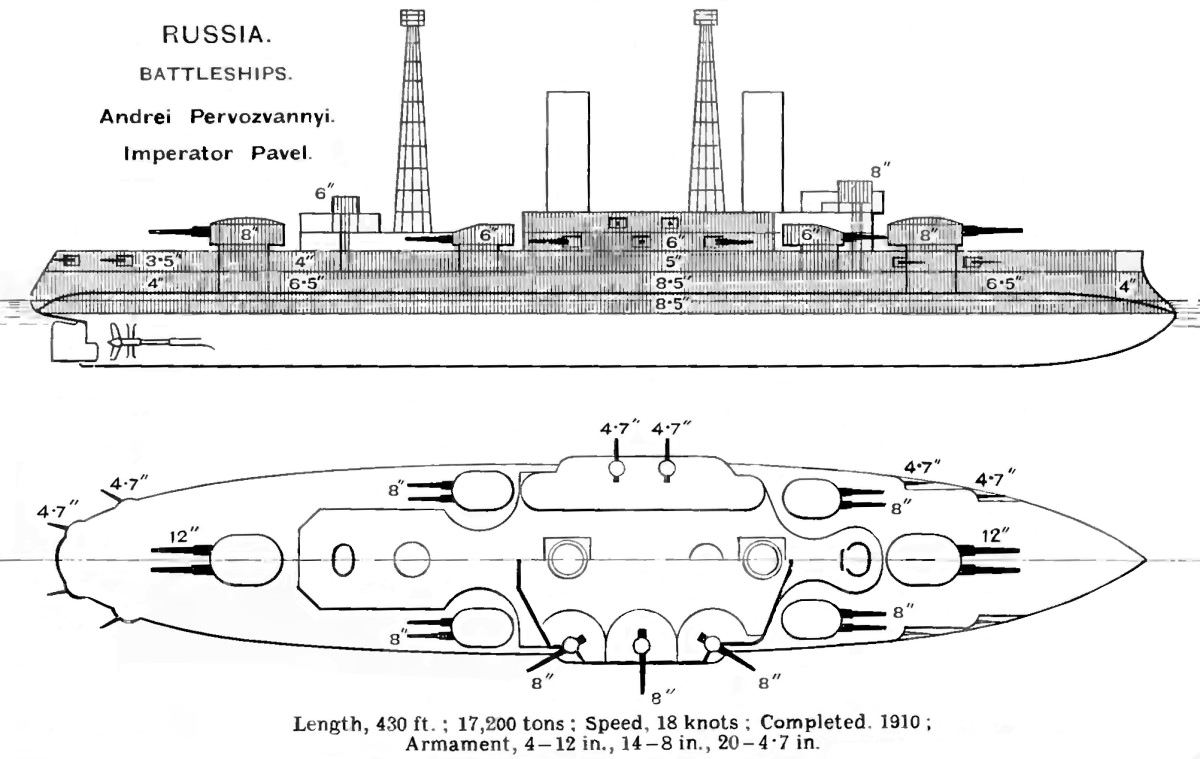
Desenho da Classe Andrei Pervozvanny

Os navios da Classe Andrei Pervozvanny tinham 138,4 metros de comprimento da linha de flutuação e 140,2 metros de comprimento de fora a fora. Tinham uma boca de 24,4 metros e um calado máximo de nove metros em carregamento máximo. O deslocamento normal era de 17,6 mil toneladas e um deslocamento carregado entre 18 878 e 19 205 toneladas. Os cascos eram subdivididos por dezessete anteparas estanques transversais, com as salas de máquinas sendo divididas por uma antepara longitudinal na linha central. Tinham um fundo duplo e uma altura metacêntrica de 1,2 metros. A tripulação consistia em 31 oficiais e 924 marinheiros.
O sistema de propulsão era composto por 25 caldeiras Belleville a carvão que funcionavam a uma pressão de vinte quilogramas-força por centímetro quadrado (1 970 quilopascais). Elas alimentavam dois motores verticais de tripla-expansão com quatro cilindros, cada um girando uma hélice de 5,6 metros de diâmetro. Os motores tinham uma potência indicada de 17,8 mil cavalos-vapor (13,1 mil quilowatts). Durante seus testes marítimos chegaram a produzir 17 884 a 18 859 cavalos-vapor (13 150 a 13 867 quilowatts) para uma velocidade máxima de 18,5 nós (34,3 quilômetros por hora). Os navios podiam carregar até 1,5 mil toneladas de carvão, o que proporcionava uma autonomia de 2,4 mil milhas náuticas (4,4 mil quilômetros) a doze nós (22 quilômetros por hora). A eletricidade era produzida por seis dínamos a vapor.

### Armamento

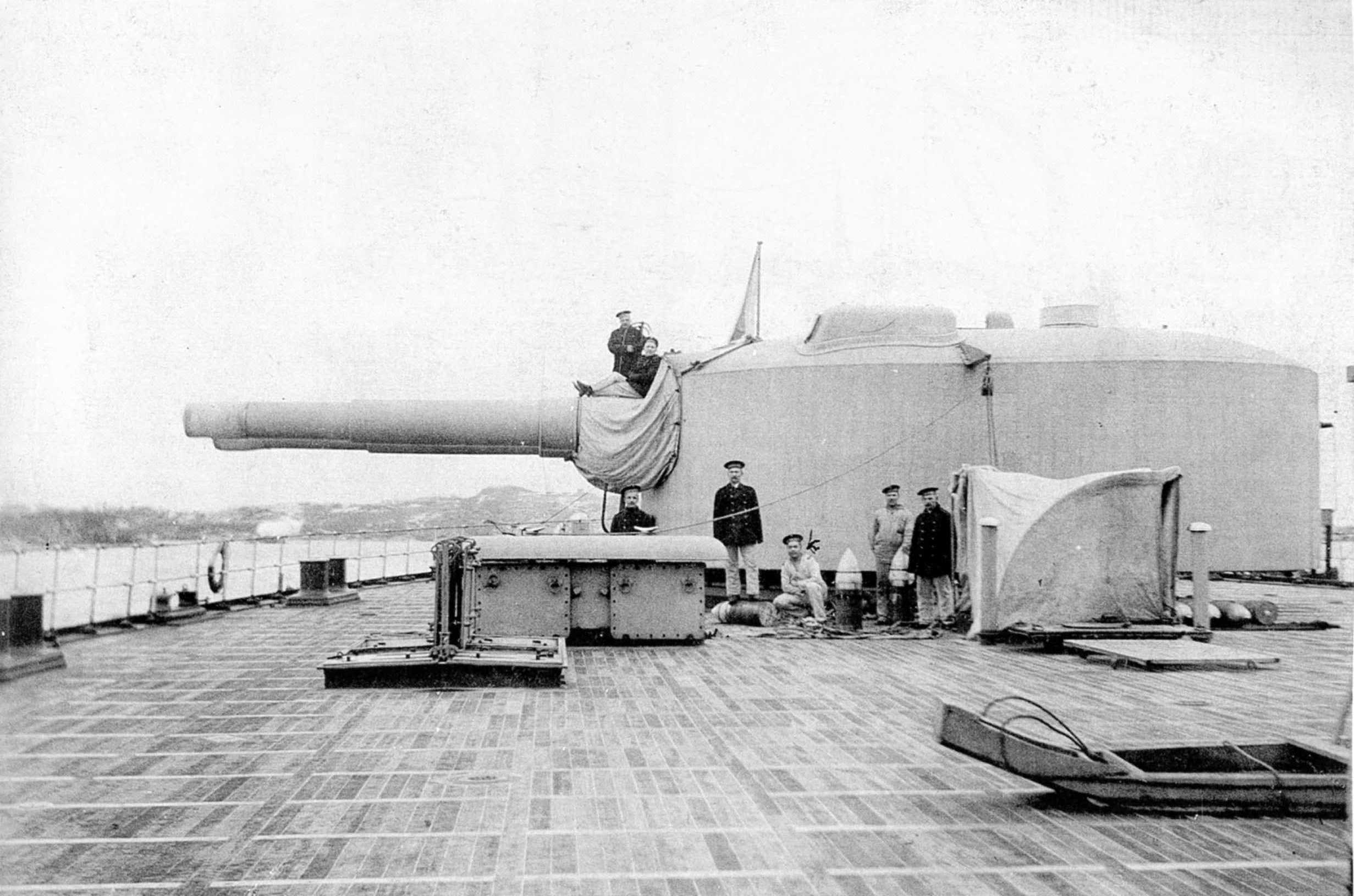
A segunda torre de artilharia principal do Imperator Pavel I

O armamento principal consistia em quatro canhões Padrão 1895 calibre 40 de 305 milímetros montados em duas torres de artilharia duplas, uma à vante e outra à ré. Estas armas tinham uma elevação máxima de 35 graus e podiam abaixar até cinco graus negativos. Tinham uma cadência de tiro de um disparo por minuto e cada canhão tinha um carregamento de oitenta projéteis. As armas podiam ser recarregadas em qualquer ângulo entre três graus negativos e cinco graus. Disparavam projéteis perfurantes M1911 de 470,9 quilogramas a uma velocidade de saída de 823,5 metros por segundo. Em elevação máxima tinham um alcance de vinte quilômetros.
O armamento secundário era de catorze canhões Padrão 1905 calibre 50 de 203 milímetros, oito em quatro torres de artilharia duplas nos cantos da superestrutura e seis em casamatas na superestrutura. As armas nas torres tinham uma cadência de tiro de dois disparos por minuto e elevação máxima de 25 graus, já aquelas nas casamatas tinham uma cadência de 2,8 disparos por minuto e elevação máxima de dezenove graus. Cada canhão tinha um carregamento de 128 projéteis. Disparavam projéteis M1913 de 139,2 quilogramas a uma velocidade de saída 792,5 metros por segundo para um alcance de 15,8 quilômetros a uma elevação de quinze graus.
A defesa contra barcos torpedeiros tinha doze canhões Padrão 1892 de 120 milímetros em casamatas na superestrutura superior. As armas dos cantos ficavam posicionadas de tal maneira a terem um campo de disparo livre das torres de artilharia secundárias. Tinham uma cadência de tiro de dez disparos por minuto e cada arma tinha um carregamento de 219 projéteis. A elevação máxima era de 23 graus, tendo um alcance de dez quilômetros a dezoito graus com um projétil perfurante de 20,47 quilogramas.
Foram equipados com dois tubos de torpedo submersos de 450 milímetros, um em cada lateral, tendo um carregamento de seis torpedos  M1908. Tinham três configurações: um quilômetro a 34 nós (63 quilômetros por hora), dois quilômetros a 27 nós (cinquenta quilômetros por hora) ou três quilômetros a 23 nós (43 quilômetros por hora).

### Blindagem
A blindagem era feira de aço cimentado Krupp. O cinturão na linha de flutuação tinha 216 milímetros de espessura sobre as salas de máquinas e caldeiras, reduzindo para 152 milímetros na extremidade inferior. A espessura sobre os depósitos de munição era de 165 milímetros e se estendia até a proa com placas de 127 milímetros. À ré a blindagem diminuía para 114 e depois 102 milímetros até a popa. O cinturão tinha três metros de altura, dos quais 1,2 metros ficavam abaixo da linha de flutuação. Uma camada superior de blindagem tinha 127 milímetros à meia-nau e tinha 2,7 metros de altura. Continuava para as extremidades do navio com placas de 102 e oitenta milímetros.
As frentes e laterais das torres de artilharia principais tinham 203 milímetros, enquanto os tetos tinham 64 milímetros. A espessura de suas barbetas ficava entre 102 e 127 milímetros. As frentes das torres secundárias tinham 152 milímetros, as laterais tinham 127 milímetros e os tetos 64 milímetros. As barbetas das torres secundárias tinham blindagem de 102 milímetros. As casamatas dos canhões de 203 milímetros eram protegidas por placas de 127 milímetros, enquanto as anteparas transversais separando as armas tinham entre 102 e 127 milímetros. Os escudos das armas tinham 89 milímetros. As casamatas de 120 milímetros tinham placas de 79 milímetros. Uma antepara de 51 milímetros protegia estas casamatas, enquanto as tubulações das chaminés tinham blindagem de dezesseis a 25 milímetros. A espessura máxima do convés era 38 milímetros.

## Navios
| Navio              | Construtor                    | Homônimo          | Batimento             | Lançamento            | Comissionamento     | Destino             |
| ------------------ | ----------------------------- | ----------------- | --------------------- | --------------------- | ------------------- | ------------------- |
| Andrei Pervozvanny | Novo Estaleiro do Almirantado | Santo André       | 15 de março de 1904   | 20 de outubro de 1906 | 10 de março de 1911 | Desmontados em 1923 |
| Imperator Pavel I  | Estaleiro do Báltico          | Paulo I da Rússia | 27 de outubro de 1904 | 7 de setembro de 1907 | 10 de março de 1911 | Desmontados em 1923 |

## História

### Construção

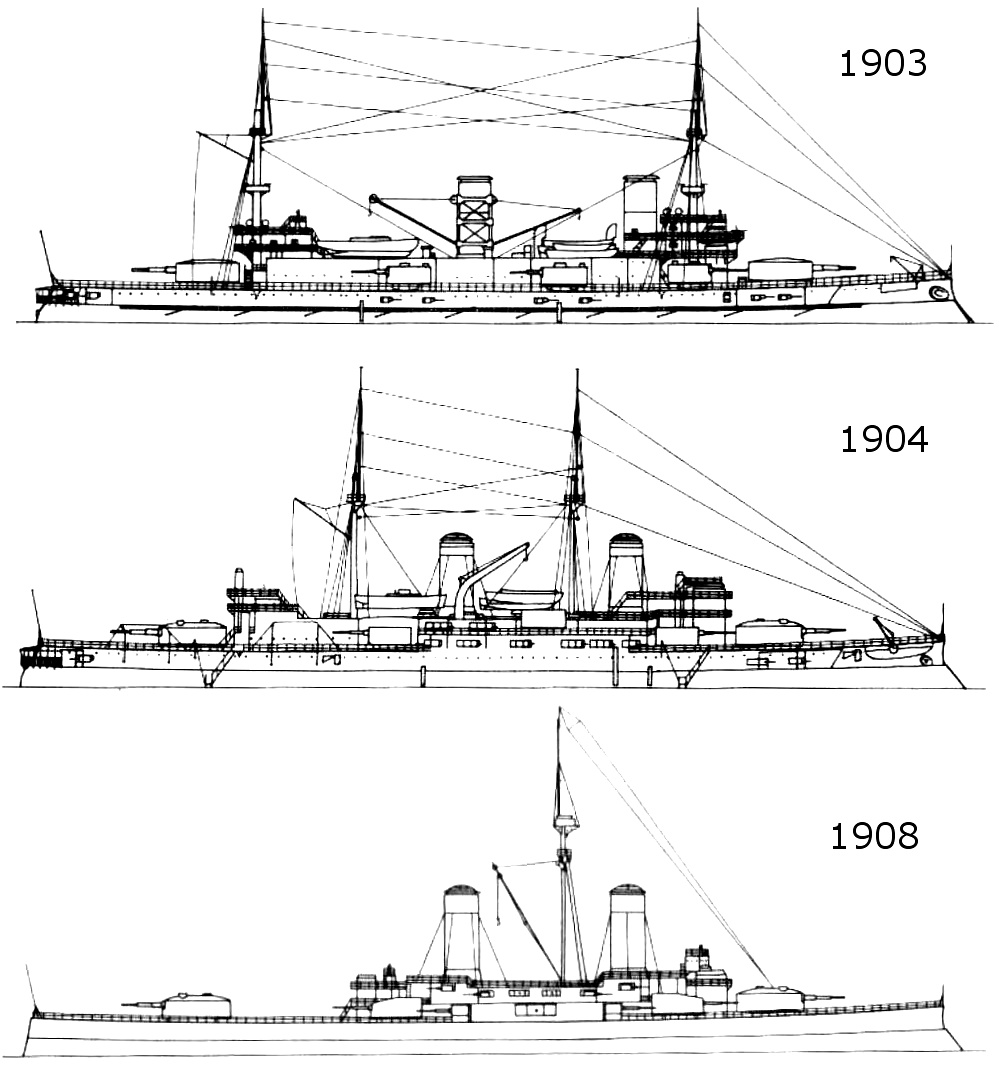
Evolução dos projetos da Classe Andrei Pervozvanny

As obras do Andrei Pervozvanny começaram em 15 de março de 1904 e as do Imperator Pavel I em 27 de outubro de 1904. As caldeiras e motores foram encomendados do Novo Estaleiro do Almirantado. Em uma reviravolta inexplicável da burocracia do Comitê Técnico Naval, os motores para os dois navios foram encomendados com especificações diferentes. O batimento de quilha formal do Andrei Pervozvanny ocorreu em 11 de maio de 1905, seguindo a tradição russa, mais de um ano depois do início da construção. A cerimônia coincidiu com o começo de um hiato de seis meses devido à Revolução Russa de 1905. A cerimônia de batimento do Imperator Pavel I foi cancelada e oficialmente o navio teve seu batimento no mesmo dia do seu lançamento ao mar, 7 de setembro de 1907.
A construção prosseguiu em ritmo lento, sendo interrompida frequentemente por propostas de alterações, ordens de alterações, retrabalhos e adiamentos inevitáveis. Os construtores do Andrei Pervozvanny identificaram dezessete estágios diferentes de seu projeto depois que ele foi finalizado. O naufrágio do couraçado Petropavlovsk em abril de 1904, atribuído a uma detonação do depósito de minas navais ou do depósito de munição de 305 milímetros, ou de ambos, fez o comitê reconsiderar o uso de minas. Couraçados russos carregavam seu próprio estoque de minas para proteger seus ancoradouros, mesmo quando acompanhados de lança-minas e contratorpedeiros. O comitê baniu minas em couraçados em 9 de novembro de 1904. No mês seguinte foi concordado remover os tubos de torpedo de popa. O armamento de torpedos foi revisado novamente em meados de 1905 e o tubo de proa foi removido.
O comitê sobrecarregou Skvortsov com ordens de mudança contraditórias e mal formuladas influenciadas pelas experiências da Guerra Russo-Japonesa. Esta demonstrou a inutilidade de armas pequenas em navios capitais, assim em 9 de maio de 1905 o comitê substituiu os canhões de 47 milímetros por armas de 75 milímetros em casamatas no convés superior. Estas foram substituídas em 30 de maio por canhões de 120 milímetros, apenas alguns dias depois da Batalha de Tsushima. Análises mais minuciosas da batalha revelaram que os couraçados russos mais antigos dependiam muito de placas sem blindagem para preservar a estabilidade e que estilhaços de projéteis que penetrassem as laterais desprotegidas poderiam danificar ou incapacitar equipamentos importantes, como guindastes de munição e tubulações de caldeiras. A blindagem adicional necessária para cobrir toda a lateral do projeto da Classe Andrei Pervozvanny aumentou o deslocamento no final de 1905 para 17 426 toneladas. O comitê decidiu em maio de 1906 economizar peso ao substituir uma torre de artilharia central de 203 milímetros por três canhões em casamatas. Também eliminou aberturas nas laterais do casco como embrasuras e escotilhas, acreditando que eram um perigo de inundação caso fosse danificadas ou se o navio tivesse um adernamento. Isto causou problemas de ventilação e afetou a estabilidade negativamente, enquanto os canhões de 120 milímetros precisaram ser movidos para posições acima das casamatas centrais.
Avaliações dos danos sofridos na Batalha do Mar Amarelo levaram o comitê a outra conclusão incorreta. Os táticos perceberam que um único acerto no mastro do couraçado Tsesarevich quase o fez cair e um mastro caído provavelmente teria incapacitado seus canhões secundários. Mastros de treliça, usados pela primeira vez nos couraçados da Classe South Carolina da Marinha dos Estados Unidos, pareciam ser uma solução robusta para a Classe Andrei Pervozvanny, assim se tornaram os únicos navios russos equipados com eles. Entretanto, os mastros provaram-se em serviço instáveis e suscetíveis a vibrações, enquanto as posições de sinalização neles frequentemente eram cobertas pela fumaça das chaminés. Mesmo assim, o oficial comandante do Andrei Pervozvanny os defendeu ferrenhamente e foi contra todas as propostas de alternativas do comitê. O oficial comandante do Imperator Pavel I se voluntariou para substituir os mastros em três dias logo depois da Áustria-Hungria declarar guerra contra a Rússia. O almirante Nikolai von Essen concordou e isto foi feito até meados de agosto de 1914. Os dois navios mantiveram as partes inferiores de seus mastros de treliça, mas cortados em alturas diferentes.

### Serviço

#### Tempos de paz

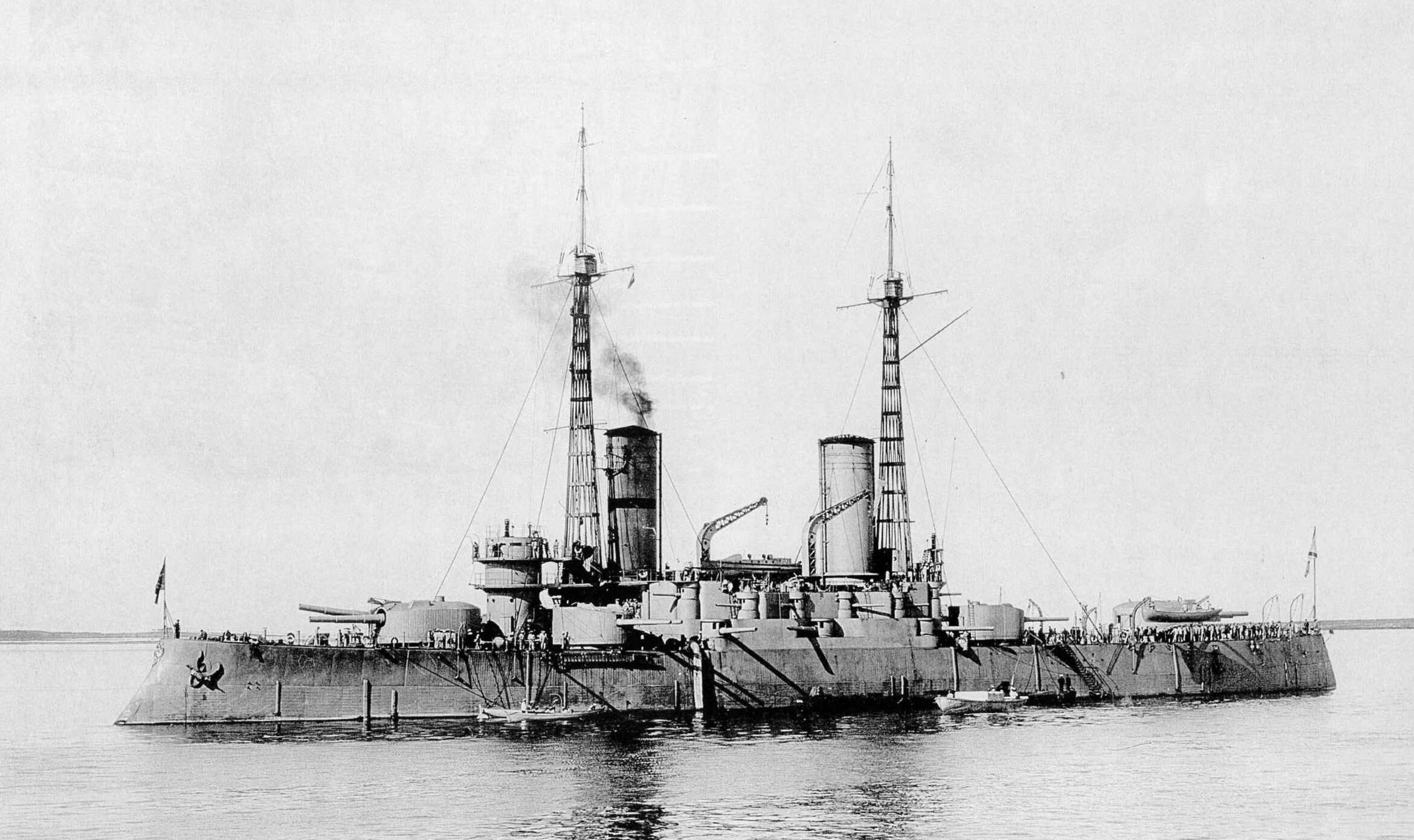
O Imperator Pavel I em 1912

Os dois navios realizariam seus testes marítimos entre setembro e outubro de 1910. Eles eram embarcações muito "molhadas" à vante mesmo em mares calmos por causa do rostro que forçava a onda de proa sobre o castelo de proa. O oficial comandante do Imperator Pavel I relatou que durante uma viagem em alta velocidade para Reval em outubro sob mares bravios o castelo de proa foi coberto por "uma massa de água na forma de uma chuva borrifada sólida e ininterrupta, inundando não apenas o convés superior, mas também as torres de [305 e 203 milímetros], a ponte inferior, a torre de comando e até mesmo o convés das casamatas de 120 milímetros". Ivan Bubnov, chefe do tanque de testes do almirantado, recomendou equipar a proa do Andrei Pervozvanny com uma carenagem em forma de colher que tinha a intenção de reduzir a onde de proa de 6,7 para 4,3 metros, mas esta proposta foi arquivada pelo Comitê Técnico Naval. Os sistemas de propulsão de ambos os couraçados tiveram um bom desempenho durante os testes de velocidade, mas um exame pós-testes no Imperator Pavel I revelou defeitos inaceitáveis nas caldeiras, cilindros dos motores e mancais das cambotas. O comitê não tinha dinheiro para substituir as caldeiras defeituosas e adiou os reparos até o ano seguinte, mas isto não ocorreu porque a Marinha Imperial estava comprometendo todo o orçamento disponíveis aos novos dreadnoughts da Classe Gangut. O Andrei Pervozvanny e Imperator Pavel I só foram propriamente finalizados em 1912.
As embarcações pouco fizeram entre 1910 e 1912, com suas únicas viagens pelo Mar Báltico sendo para a realização de testes marítimos em vez de serviço ativo. Sua prontidão de combate foi prejudicada pela escassez de tripulações. A ausência de escotilhas e a capacidade limitada dos ventiladores elétricos deixaram os couraçados praticamente inabitáveis, com oficiais evitando a qualquer custo transferências para um dos dois. O comitê considerou seriamente cortar escotilhas através da blindagem, mas descobriu que isto seria um processo muito caro. Os marinheiros quebravam o sistema de ventilação ao travarem os interruptores na posição de "ligado", o que frequentemente causava falhas elétricas. A Marinha Imperial "solucionou" este problema ao construir trancas ao redor dos interruptores, mas não conseguiu aplacar os marinheiros insatisfeitos.
Oficiais do Imperator Pavel I foram notificados a partir de 21 de junho de 1912 sobre uma conspiração entre os marinheiros, que planejavam um motim para a noite de 24 para 25 de julho. Nos dias que precederam esta data os marinheiros abertamente desobedeceram e provocaram seus oficiais, mas sem violência. Aproximadamente 160 homens, uma minoria, apoiava o motim, com a maioria permanecendo leal e mantendo os oficiais informados. Os líderes foram presos em 24 de julho, com mais prisões ocorrendo até agosto. Cinquenta e três foram condenados a penas entre seis meses e dezesseis anos de prisão. Tentativas de espalhar o motim para o Andrei Pervozvanny fracassaram desde o início. Os navios visitaram Copenhague na Dinamarca em setembro. Um ano depois visitaram Portsmouth no Reino Unido, Cherbourg na França e Stavanger na Noruega. Na época ainda haviam militantes bolcheviques a bordo, como Pavel Dybenko, futuro chefe da Frota do Mar Negro soviética, o historiador naval Nikolai Izmailov e Ivan Sladkov, futuro chefe da Frota Naval Militar Soviética. O Andrei Pervozvanny encalhou em Osmussaar no litoral estoniano em 1º de julho de 1914, ficando sob reparos por vários meses.

#### Primeira Guerra

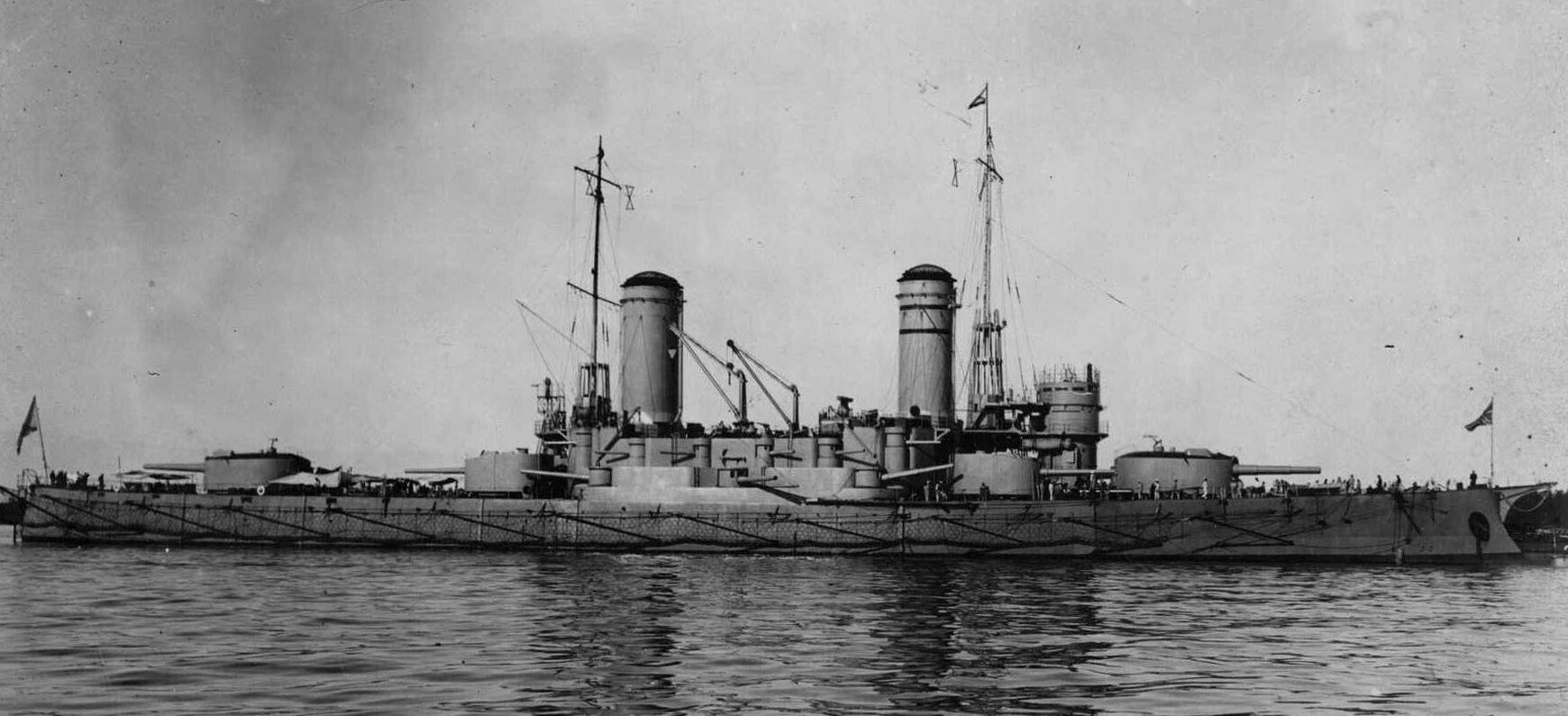
O Andrei Pervozvanny c. 1914–1916

Os dois couraçados participaram de revistas navais em junho e julho de 1914 com navios britânicos, franceses e neerlandeses no Golfo da Finlândia. A Suécia ainda não tinha declarado neutralidade e assim o Imperator Pavel I, o Tsesarevich, o couraçado Slava e o cruzador blindado Rurik foram para Estocolmo a fim de intimidar os suecos. Entretanto, os diplomatas russos chamaram as embarcações de volta e assim os navios perderam a chance enfrentar uma fraca flotilha de reconhecimento alemã que estava na mesma área. Os navios da Classe Andrei Pervozvanny fizeram surtidas ao norte do Golfo de Riga entre agosto e setembro, mas não conseguiram interceptar o cruzador blindado SMS Blücher e o cruzador rápido SMS Augsburg que estavam na região.
O cruzador blindado Pallada foi torpedeado pelo submarino alemão SM U-26 em 11 de outubro, confinando os couraçados russos ao porto pelo restante da Primeira Guerra Mundial. Receberam ordens de retornar para a segurança das bases finlandesas e permanecerem no local até que a Marinha Imperial conseguisse lidar com os submarinos. O Tsesarevich e o Slava participaram em 1915 da Batalha do Golfo de Riga, mas o Imperator Pavel I permaneceu atracado em Helsingfors. Já o Andrei Pervozvanny foi mobilizado para operações apenas duas vezes, em abril e novembro de 1916. A primeira foi um ataque contra um comboio alemão próximo do litoral sueco e um sucesso moderado, enquanto a segunda terminou em um recuo depois do Rurik ter batido em uma mina alemã. A tripulação do Imperator Pavel I, desmoralizada pelo tédio e propaganda bolchevique, se recusou a obedecer ordens em outubro e exigiu melhores suprimentos e um relaxamento do serviço. A Marinha Imperial escolheu ceder aos marinheiros e os líderes não foram punidos. As duas embarcações foram equipadas no final do ano com quatro canhões de desembarque de 76 milímetros.

#### Revolução Russa
A Revolução Russa estourou no início de 1917 quando os dois couraçado estavam ancorados em Helsingfors. Os marinheiros desmoralizados já estavam organizados para um motim graças a conspiradores bem arraigados. A história exata da revolta da Frota do Báltico foi sanitizada pela posterior historiografia soviética por causa da Revolta de Kronstadt. Sabe-se que a revolta de 16 de março foi coordenada a partir do Imperator Pavel I, quando seus marinheiros tomaram o controle do navio, mataram oficiais que se opuseram e sinalizaram instruções para outras embarcações. As maiores baixas daquele dia ocorreram a bordo dos dois couraçados da Classe Andrei Pervozvanny. O oficial comandante do Imperator Pavel I nem tentou subjugar os marinheiros e salvar seus oficiais, sobrevivendo ao motim mas sendo morto em 1921 pela Tcheka. Já o oficial comandante do Andrei Pervozvanny se opôs a revolta e fugiu para fora do país. O comandante da esquadra de couraçados se recusou a confrontar os marinheiros e foi morto em terra.

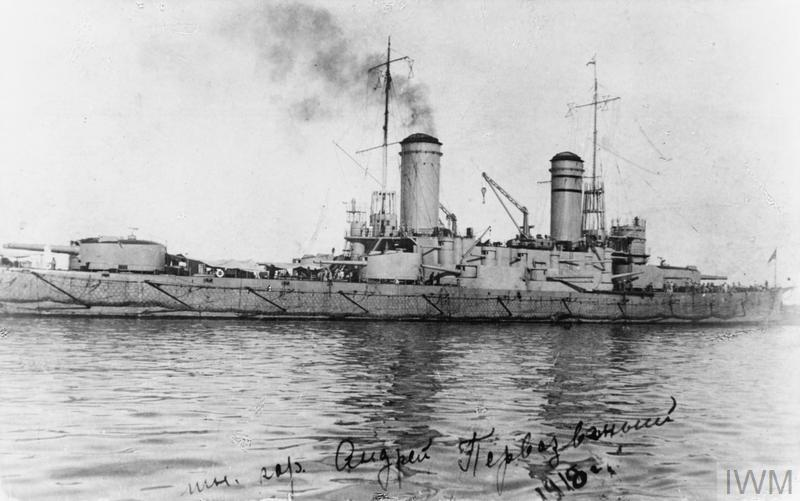
O Andrei Pervozvanny em 1919

Quase todos os marinheiros apoiavam o comunismo, com 520 marinheiros do Imperator Pavel I adquirindo registros oficiais bolcheviques até o final de abril. O navio foi renomeado para Respublika em 9 de junho. A embarcação abrigou bolcheviques civis que se sentiam inseguros entre os finlandeses. A tripulação desorganizada declarou apoio ao Governo Provisório Russo e chegaram a levar o navio para treinos de artilharia a partir de ordens enviadas por Alexander Kerenski. O Respublika escoltou o Slava em agosto para o Estreito de Moon, onde este foi afundado durante a Operação Albion. O Andrei Pervozvanny e o Respublika não foram enviados para ajudá-lo.
O Tratado de Brest-Litovski exigia que os russos evacuassem suas bases finlandesas em março de 1918 ou que seus navios fossem internados pela recém independente Finlândia, mesmo com o Golfo da Finlândia estando ainda congelado. Os dois couraçados lideraram o segundo grupo que partiu em 5 de abril, chegando em Kronstadt cinco dias depois naquilo que ficou conhecido como a "Viagem de Gelo". O Respublika foi tirado do serviço em setembro. O Andrei Pervozvannyy tinha sido negligenciado pela sua tripulação revolucionária, mas continuou no serviço ativo. Bombardeou o Forte Krasnaia Gorka entre 13 e 15 de junho de 1919 junto com o dreadnought Petropavlovsk pois a guarnição local tinha se revoltado contra os bolcheviques. Disparou 170 projéteis de 305 milímetros e 408 de 203 milímetros. A guarnição se rendeu no dia 17 depois de Leon Trótski ter prometido que suas vidas seriam poupadas, porém eles foram metralhados logo em seguida. Lanchas costeiras britânicas atacaram o porto de Kronstadt com torpedos na noite de 16 para 17 de agosto, com um acertando o cinturão do Andrei Pervozvanny. Um marinheiro morreu e a inundação foi contida em um único compartimento. Reparos continuaram vagorosamente até a Revolta de Kronstadt em 1921, sendo paralisada pela falta de materiais. Os dois navios da classe foram desmontados a partir do final de 1923.